# Semën Davidovič Kirlian
Semën Davidovič Kirlian, in russo Семён Давидович Кирлиан, anche traslitterato come Semyon Davidovich Kirlian, (Krasnodar, 20 febbraio 1898 – 4 aprile 1978), è stato uno scienziato, inventore e fotografo russo, scopritore nel 1939 dell'effetto Kirlian.

## Biografia
Nato a Krasnodar, nella Russia occidentale, ma di famiglia armena, da sua madre, Eve Nazarova Kirliana, e David Kirlian, aveva 8 fratelli, di cui uno dei minori, Mikhail, diventò famoso violinista e direttore di musica della città russa.
Kirlian dimostrò sin da giovane una buona predisposizione per lo studio dell'elettricità, rafforzata, appena prima dello scoppio della Rivoluzione di ottobre nel 1917, dalla conferenza tenuta nella sua città natale dal noto ingegnere e inventore croato Nikola Tesla, uno dei predecessori di Kirlian nel campo dell'effetto corona. Kirlian sposò Valentina Khrisanovna nel 1923, giornalista, educatrice e figlia del sacerdote ortodosso della città.
Kirlian iniziò a lavorare dapprima come venditore, poi decoratore, poi ancora come accordatore di pianoforti, ma la sua principale passione fu da sempre l'ingegneria elettrica e il suo innato senso nel costruire invenzioni; alcune, tra le tante, il forno elettrico per i mugnai del paese, una pulitrice magnetica per il grano, e altri apparecchi elettrici per la conservazione degli alimenti.

## Studio e scoperta: l'effetto Kirlian
Successivamente fu chiamato come riparatore di apparecchiature elettriche dell'ospedale della città. Non è ben noto se egli, nel 1939, durante una riparazione elettrica a un dispositivo di alta tensione e alta frequenza, si accorse che da un esso fuoriusciva un bagliore che gli procurò una lieve scossa, oppure se osservò semplicemente un bagliore tra gli elettrodi; gli venne l'idea di provare a catturare tale bagliore con la pellicola fotografica. I primi oggetti fotografati furono delle monete, poi tentò di fotografare la sua mano. Kirlian ebbe l'intuizione di ripetere l'esperimento inserendo un foglio di carta fotosensibile tra il bagliore elettrico e la sua mano e cercando, nello stesso tempo, di riprendere tramite una foto, l'immagine dell'accaduto. Una volta effettuato il test, Kirlian si accorse che sulla pellicola attorno alle dita della sua mano fotografata apparivano delle tracce luminose.
Successivamente coinvolse la moglie Valentina nelle ricerche; i coniugi Kirlian proseguirono i loro esperimenti all'interno di un laboratorio privato. Tra gli esperimenti più significativi si citano quello delle due foglie, una sana e una malata, le cui foto mostrarono intorno alla foglia sana quella che lui definì un'aura vivida e un'aura opaca, invece, intorno a quella malata.
L'apparecchiatura tipica utilizzata da Kirlian era piuttosto semplice, essendo formata da una bobina che aveva il compito di spedire un quantitativo di carica ad alta tensione a una piastra di alluminio, completata da una lastra di vetro e da una pellicola fotosensibile.
I coniugi Kirlian diffusero solamente negli anni sessanta pubblicamente il frutto dei loro lavori e, da quel momento, ottennero un certo seguito sia in America sia in Unione Sovietica.

## Aura e salute?
I seguaci della tecnica Kirlian sostengono una tesi che, se fosse avvalorata dal mondo accademico scientifico, potrebbe avere notevoli conseguenze nella prevenzione delle malattie: ritengono che la presenza di un'aura liscia e regolare rappresenti un segnale di buona salute, mentre un'aura frastagliata suonerebbe come un campanello di allarme per lo stato di salute del soggetto analizzato. Anche la colorazione dell'aura inciderebbe sia sullo stato di salute, della persona sottoposta all'esame, che sullo stato psichico. I critici affermano però che le caratteristiche dell'aura, quali la dimensione, la forma, il colore, l'intensità, possono essere messi in relazione ad altri fattori, come per esempio il tipo di pressione esercitato dal corpo sull'apparecchio, capace di distorcere le immagini, oppure l'assunzione di bevande alcoliche oppure una sudorazione copiosa che può interferire con il flusso elettromagnetico e infine una variazione della temperatura nella sala dove si svolge l'esperimento oltre a forme e distanze diverse degli elettrodi impiegati.
Comunque, attualmente, la scienza medica convenzionale e cattedratica si è ufficialmente pronunciata sfavorevolmente sulle potenzialità diagnostiche delle fotografie di Kirlian e allo stesso tempo è parsa molto scettica sulle possibilità di indagare e verificare la presenza dell'aura umana.